# František Lukeš
František Lukeš (27. února 1921, Hořice-Libonice – 11. července 1998, Hradec Králové) byl český kněz, probošt, spisovatel a pedagog.

## Biografie
František Lukeš vystudoval Obchodní akademii v Hořicích, ze které následně vstoupil do semináře v Hradci Králové, kde byl v roce 1947 vysvěcen na kněze. Působil v Náchodě, Libici nad Cidlinou, v Činěvsi a okolí, v Poděbradech a Hradci Králové. Zasedal v komisích biskupské konference v oboru ekumenismu a umění.
Je autorem řady pořadů, fejetonů, článků a úvah k aktuálním událostem, publikovaných v novinách, regionálním tisku i vysílaných v rozhlase a televizi. Za pedagogické působení mu byla v roce 1995 udělena pamětní medaile Vysoké školy pedagogické v Hradci Králové. Díky svému vztahu k výtvarnému umění a hudbě byl přítelem Eduarda Hakena, Karla Svolinského, Viléma Přibyla, Josefa Vlacha, Jaroslava Seiferta a dalších umělců.